# Жупаня
Жупаня (хорв. Županja) — місто на сході хорватської області Славонія (Західний Срем). Адміністративно належить до Вуковарсько-Сремської жупанії. 96,45% населення міста — хорвати.
Жупаня лежить на Саві навпроти Боснії і Герцеговини, у межах міста розташовано мостовий прикордонний перехід у населене переважно хорватами місто Ораш'є, що в Боснії і Герцеговині. На північ від міста пролягає автотраса А3 Загреб—Славонський Брод—Белград, до міста можна також дістатися місцевою залізницею з Вінковців, як і автотрасою місцевого значення D55.

## Населення
Населення громади за даними перепису 2011 року становило 12 090 осіб, 2 з яких назвали рідною українську мову.
Динаміка чисельності населення громади:

## Клімат
Середня річна температура становить 11,27 °C, середня максимальна – 25,42 °C, а середня мінімальна – -5,31 °C. Середня річна кількість опадів – 728 мм.
| Клімат міста                                  | Клімат міста | Клімат міста | Клімат міста | Клімат міста | Клімат міста | Клімат міста | Клімат міста | Клімат міста | Клімат міста | Клімат міста | Клімат міста | Клімат міста | Клімат міста |
| Показник                                      | Січ.         | Лют.         | Бер.         | Квіт.        | Трав.        | Черв.        | Лип.         | Серп.        | Вер.         | Жовт.        | Лист.        | Груд.        |              |
| Середній максимум, °C                         | 6,36         | 8,11         | 12,72        | 17,27        | 22,47        | 25,42        | 25,40        | 24,98        | 21,00        | 15,60        | 9,73         | 5,86         |              |
| Середня температура, °C                       | 0,51         | 2,30         | 6,90         | 11,40        | 16,64        | 19,62        | 21,30        | 20,85        | 16,87        | 11,49        | 5,63         | 1,78         |              |
| Середній мінімум, °C                          | −5,31        | −3,55        | 1,06         | 5,60         | 10,80        | 13,78        | 17,17        | 16,74        | 12,76        | 7,37         | 1,51         | −2,37        |              |
| Норма опадів, мм                              | 47           | 43           | 45           | 56           | 66           | 94           | 72           | 65           | 54           | 62           | 68           | 56           |              |
| Середньомісячна швидкість вітру, м/с          | 1.90         | 2.18         | 2.50         | 2.40         | 2.16         | 2.00         | 2.00         | 1.80         | 1.74         | 1.82         | 1.90         | 1.96         |              |
| Середньомісячна сонячна радіація, кДж/м²·день | 4377         | 7086         | 11100        | 15546        | 19335        | 21329        | 22416        | 20583        | 15162        | 9449         | 4980         | 3671         |              |
| --------------------------------------------- | ------------ | ------------ | ------------ | ------------ | ------------ | ------------ | ------------ | ------------ | ------------ | ------------ | ------------ | ------------ | ------------ |
| Джерело:                                      |              |              |              |              |              |              |              |              |              |              |              |              |              |

## Відомі особистості
В поселенні народились:
- Індіра Левак (* 1973) — югославська та хорватська співачка.
- Желько Пахек (* 1954) — хорватський сценарист і художник,.

## Галерея

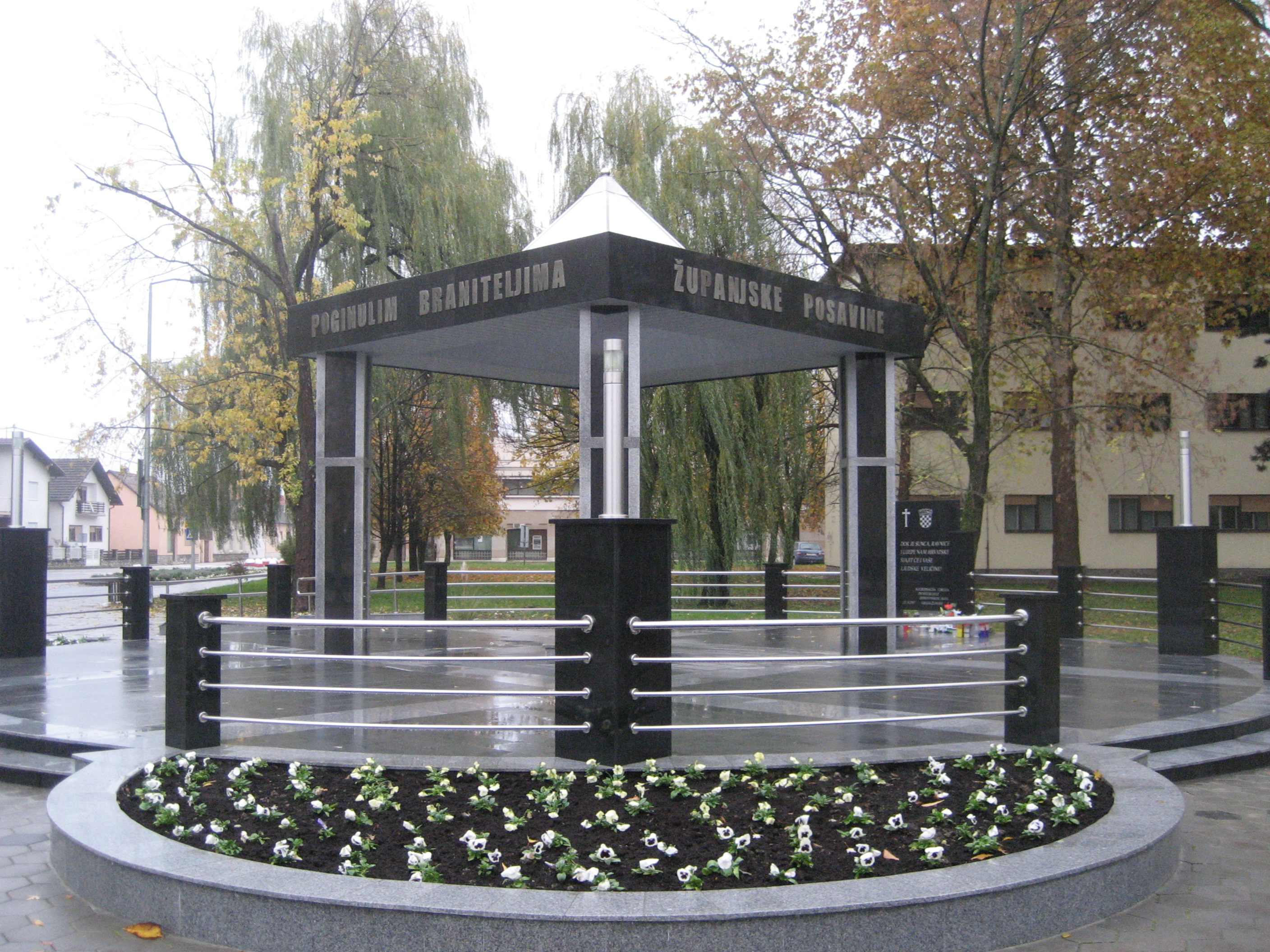
Меморіал оборонцям Жупані
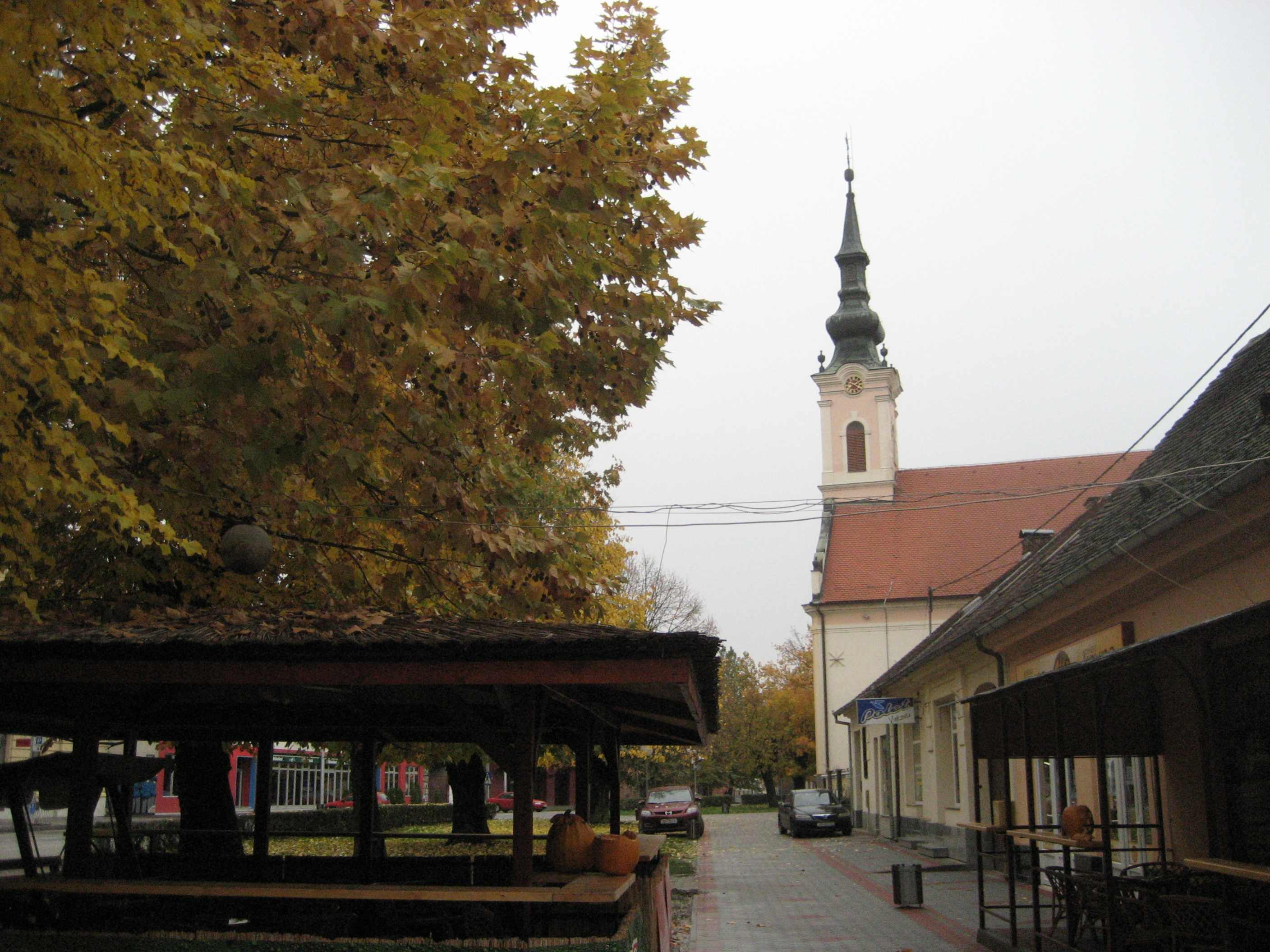
Центр міста
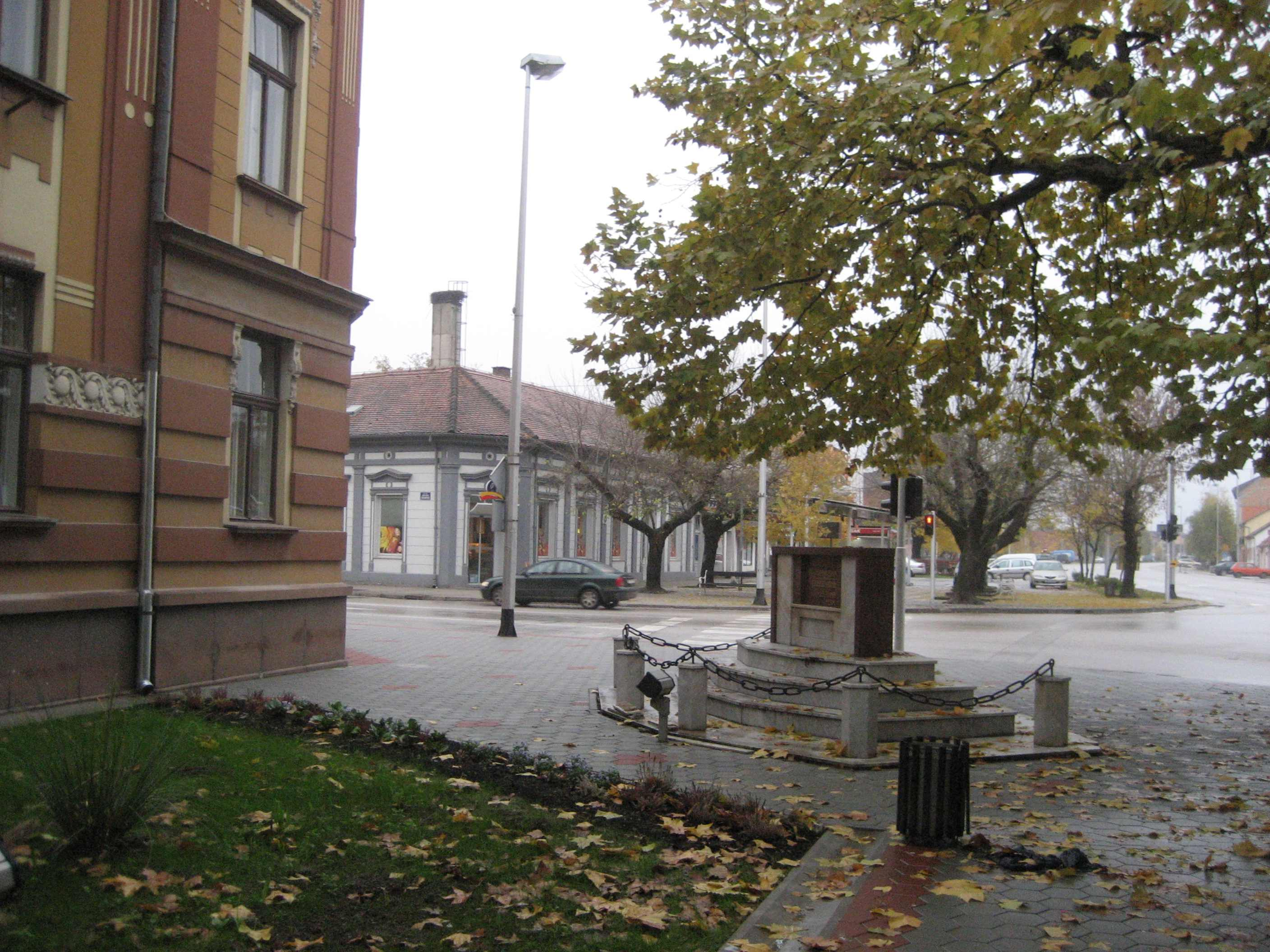
Жупаня